# 芸能人ウワサの美人妻&自宅を解禁!夫婦の掟を大決定スペシャル
芸能人ウワサの美人妻&自宅を解禁!夫婦の掟を大決定スペシャルは、テレビ朝日系列で2011年と2012年に放送されたバラエティ番組。

## 概要
芸能人夫婦が妻や夫に対して今後必ず守ってもらいたい“掟”を発表、それを「夫婦の掟」にすべきか、スタジオの観客100人（男女50人ずつ）に判定してもらうというバラエティ番組。第1回は日曜昼の単発特番枠で放送され、第2回でゴールデンに進出した。また、第2回放送では、46歳年の差結婚した加藤茶・綾菜夫妻がバラエティー番組初共演を果たし話題となった。

## 出演者

### 第1回（2011年10月23日）
MC
- 大下容子（テレビ朝日アナウンサー）

パネラー
- 杉本彩
- 関根勤
- 土田晃之
- はるな愛

出演夫婦
- 山本文郎・由美子夫妻
- 宮本和知・奈緒子夫妻
- 清水章吾・ハルマン夫妻
- 大地洋輔・光枝夫妻
- 阿部祐二・まさ子夫妻
- 大橋巨泉・寿々子夫妻
- 原口あきまさ・恵美夫妻
- 益子直美・山本雅道夫妻

### 第2回（2012年3月7日）
MC
- 中山秀征
- 大下容子（テレビ朝日アナウンサー）

パネラー
- 榊原郁恵
- 関根勤
- 土田晃之
- 杉本彩
- 辺見えみり
- クリス松村
- 菜々緒
- 大久保佳代子

出演夫婦
- 浅香唯・西川貴博夫妻
- 加藤茶・綾菜夫妻
- 魔裟斗・矢沢心夫妻
- デューク更家・由美子夫妻

## 番組スタッフ
第2回（2012年3月7日）放送分
- ナレーター - 真地勇志
- 構成 - 高須光聖、飯塚大悟、興津豪乃、前原卓磨、山川俊司、岡田樹彦
- ロケ技術
  - 撮影 - 須田健、河野健之
  - VE - 丹野直樹
- スタジオ技術
  - TD/SW - 今川愛
  - カメラ - 桝田茂雄
  - 音声 - 志村剛
  - VE - 柳沢満
  - クレーン - 田中政治
  - 照明 - 佐藤清隆
- TK - 上原美華
- 美術 - 池上隆（テレビ朝日）
- 美術デザイン - 小谷知輝（テレビ朝日）
- 美術進行 - 判田浩
- 大道具 - 副島信太郎
- 電飾 - 千田徹哉
- 装飾 - 松井達彦
- モニター（第1回）→LED（第2回） - 鈴木久
- メイク - 津留ルミ子、関口裕子
- イラスト - 西尾瑞穂、リトルベア
- CG - ワイルドグース
- リサーチ - 中原祐
- オフライン - 山代温之
- IQ - 浜田亮、角田守
- EED - 室井智之、今野友貴、中西祐介
- MA - 一色勇人、山口智美
- 音効 - 小関孝宏、北條玄隆
- 編成 - 荒井祥之（テレビ朝日）
- 宣伝 - 高橋夏子（テレビ朝日）
- デスク - 知久恵子
- 技術協力 - TSP、Kカンパニー
- 取材協力 - 六本木VORTEX
- AD - 吉田陵、三瓶翔士、辰馬成拓、木下太輔、菊池暁、山口優衣、挧戸航太郎
- AP - 森本美緒、中村哲
- FD - 岩本浩一
- ディレクター - 櫛田建太郎、宮澤拓郎、山口哲郎、加藤淑傳、吉田尚史、大石展裕
- 演出 - 三浦大輔
- プロデューサー - 角田祥
- 編成プロデューサー - 髙橋正輝（テレビ朝日）
- 制作協力 - ViViA
- 制作著作 - テレビ朝日

### 過去のスタッフ
- 企画 - 寺田伸也（テレビ朝日、第1回）
- 構成 - 興津豪乃（第1回）
- ロケ技術
  - 撮影 - 常田浩一郎（第1回）
  - VE：木村雄（第1回）
- スタジオ技術
  - カメラ - 太田憲治（第1回）
  - 音声 - 新井八月（第1回）
  - VE - 齋藤弘幸（第1回）
  - クレーン - 持田尚克（第1回）
- 楽曲 - 西原大介（第1回）
- 美術進行 - 三木晴加（第1回）
- 電飾 - 山中正喜（第1回）
- メイク - 甲斐女衣花、段久美子（共に第1回）
- リサーチ - フォーミュレーション（第1回）
- 写真提供 - ブリヂストンサイクル（株）
- AP - 近添有賀（第1回）
- ディレクター - 渡辺修（第1回）